# Flensburg villamosvonal-hálózata
Flensburg villamosvonal-hálózata 1907 és 1973 között üzemelt Németország legészakibb villamosvonal-hálózataként. A hálózat a fénykorában négy vonalból és 18 kilométer hosszú pályából állt. Az 1920-as évek végén a nagy gazdasági világválság miatt megcsappant az utasszám, ezért a 4-es vonalat 1934-ben bezárták. A 2-es vonalat 1943-ban, a 3-ast pedig 1957-ben troli-, illetve dízelüzemű buszokkal váltották ki. Az 1-es vonal a következő évtizedben infrastrukturálisan és a járműpark állapotát tekintve is leromlott, karbantartásuk egyre költségesebbé vált, ezért a város vezetősége 1973-ban ezt is kiváltotta buszokkal.

## Történet

### Lóvasút
A flensburgi villamosvonal-hálózat története 1880-ban kezdődött, amikor a berlini székhelyű Reymer & Masch vasútépítő és -üzemeltető vállalat a város közlekedési viszonyainak javítása érdekében egy normál nyomtávolságú (1435 mm) lóvasút építésére pályázott. A következő év januárjában a vállalat engedélyt kapott egy közel három kilométer hosszú vonal kiépítésére és annak 25 évre szóló üzemeltetésére. 1881. március 24-én megalapították a Flensburger Straßenbahn- Actien-Gesellschaft nevű üzemeltető társaságot. A lóvasút 1881. április 1-jén kezdte meg a működését a Rathausstraße (Innenstadt) és Neustadt városrész közötti 1,7 kilométeres szakaszon, hat darab kéttengelyes kocsival. Két hónappal később a vonalat a Südermarkton keresztül az Angelburger Straße vasúti hídjáig hosszabbították meg, ezzel összekötve a régi vasútállomást a városközponttal. Az új végállomáson egy fából készült kocsiszínt is felépítettek. A kocsikat általában egyetlen ló húzta, de kedvezőtlen körülmények esetén alkalmanként befogtak egy másikat is.
A kezdeti lelkesedés után az utasforgalom bezuhant, mivel a flensburgiak inkább gyalog tették meg a viszonylag rövid utat. A vállalat 1889-ben új igazgatót kapott, aki igyekezett gazdaságosabbá tenni a lóvasút működését. Felújítottak a vasútpályát és fokozatosan áttértek az méteres nyomtávolságra a könnyebb és kisebb járművek használatának érdekében. A pálya Angelburger Straßén történő megrövidítése, az egyszemélyes üzem bevezetése és az ötperces időközönkénti járatsűrűségnek köszönhetően a következő évben a vállalat nyereségesebb volt.

### A villamosított vasút kiépítése és bővítése
Mivel a város általános közlekedési helyzete nem volt kielégítő, ezért a város vezetősége úgy döntött, hogy 1905-ben nem hosszabbítja meg a lóvasút szerződését, mivel egy villamosvasút építésével egy vonzóbb helyi közlekedési rendszert akart kialakítani. Miután bejelentették, hogy a lóvasút koncessziós szerződését 1906. április 1-i dátummal felmondták az azt üzemeltető társaság 1905-ben felszámolás alá került.
A tervezési fázisban különböző útvonalakat vitattak meg, néha ellentmondásosan, de végül az illetékesek úgy döntöttek, hogy a lóvasút útvonalát követik. A vonalat észak felé a Nordstadt városrészben található Apenrader Chausseetől a Terrassenstraßéig, dél felé pedig a Jürgensby városrészben található Hafermarkton keresztül a Bismarckstraßéig tervezték meghosszabbítani. A villamosításnál a Nordertor kialakítása problémásnak bizonyult, mivel a lóvasút gond nélkül átfért a kapun keresztül, azonban a felsővezetékkel együtt egy villamoskocsi már nem fért volna át. Végül úgy döntöttek, hogy a pálya kikerüli a Nordertort, ezzel megmenekült a város utolsó kapuja. A villamosvonal többnyire kétvágányú volt, kivéve ahol a szűk utcák erre nem adtak lehetőséget. A villamosvonal építését 1906. október 3-án, menetrendszerinti üzemelését 1907. július 6-án kezdte meg, 3,28 kilométeres pályán. A vonal kiszolgálására tizenkettő kéttengelyes villamost szereztek be a W.C.F. Buschtól, az elektromos berendezéseket az AEG gyártotta a kocsikhoz. A járműveken a hosszanti irányban elhelyezett padokon 16 ülőhely kapott helyet, melyet további 19 állóhely egészített ki. A villamosokhoz négy pótkocsit is rendeltek a Buschtól, illetve hat lovaskocsit is a villamosok után lehetett kötni. A villamos jó fogadtatásban részesült; első évében 125 743,20 német márka bevétel hozott, melyből 47 000 márka a működési többlet. 1908-ban további négy pótkocsit vásároltak.
1911-ben üzembe helyezték a Flurstraße (Westliche Höhe) és a Norderhofenden közötti 2-es vonalat, melyet 1912 februárjában követett a Mürwik városrészbe tartó, kezdetben egyvágányú, 3-as vonal. Ezzel a hálózat teljes hossza 14,7 kilométerre nőtt. A hálózat bővítése további járműveket igényelt, ezért tizenkét új kéttengelyes villamost és további négy pótkocsit vásároltak. Ezzel egyidejűleg az Apenrader Straßén az 1-es és a 2-es vonalat meghosszabbították az üveggyárig, azonban az első világháború kitörése miatt kezdetben nem helyezték üzembe. A háború előrehaladtával a villamosnak áruszállítást is kellett végeznie, ezért Mürwikben rakodóvágányt is kialakítottak. A háború utáni időszak gazdasági nehézségei ellenére 1922-ben üzembe helyezték az 1-es vonal meghosszabbítását a Terrassenstraße és az üveggyár között. Ezzel egyidejűleg a 2-es vonalat meghosszabbították a Flurstraßétól a Marienhölzungswegig, a 3-as vonalat pedig a Mürwikig kétvágányúvá tették.
Nordschleswig elcsatolása miatt gazdaságilag meggyengült Flensburg megerősítése érdekében jobb közlekedési kapcsolatot akartak teremteni Angelnnel, ezért Flensburg városa, illetve Flensburg és Schleswig járások megállapodott a Flensburger Kreisbahn tíz kilométeres szakaszának Glücksburgig tartó villamosításáról. Ez 1925. szeptember 21-én a 4-es villamosvonalként állt üzembe. A vonal kiszolgálásához három darab négytengelyes villamost és négy pótkocsit szereztek be a Hannoversche Waggonfabriktól. A HAWA-villamosok a nagyobb teljesítményüknek köszönhetően kettő pótkocsit is húzhattak. 1927-ben az 1-es vonal végállomását áthelyezték az új vasútállomáshoz. 1935 áprilisától a vonal túlsó, északi végén az 1-es és a 3-as vonalon a járművek az üveggyáron túl, Ostseebadwegig közlekedtek. 1934. február 28-tól a 2-es vonalat meghosszabbították a vasútállomásig, azonban itt az 58–64 ezrelékes emelkedőt az alacsony teljesítményű villamosok nehezen tudták leküzdeni. Ekkor a város villamosvonal-hálózata 18 kilométerből és négy vonalból állt. Időközben Németország első buszpályaudvaraként 1931. december 31-én a régi vasútállomás helyén átadták a flensburgi központi buszpályaudvart, mely 1938-ra éves szinten már 750 000 utast szolgált ki.

### Hanyatlás
Ugyan a 4-es vonal kezdetben igen jelentős utasszámmal rendelkezett (az 1928-as évben 710 000 fő), azonban az 1929-es nagy gazdasági világválság után jelentősen csökkent az utasok száma. Az 1933-as évre az utasszám 214 500 főre csökkent, ezért a következő megszüntették rajta a villamosközlekedést. Glücksburgba vasúton a Flensburger Kreisbahn, míg kompon a Flensburger Fördeschifffahrt biztosította a közlekedést. 1943. október 8-án a 2-es vonal Marienhölzungsweg–vasútállomás közötti szakaszát trolibuszüzemre állították át, majd a következőévben meghosszabbították a vonalat a Ballastbrückéig. A Flensburgot ért légicsapások nem voltak túl sikeresek, így a villamoshálózat csak viszonylag kisebb károkat szenvedett. Ezzel szemben viszont az 1943. május 19-i bombázás során több a kocsiszínben tárolt villamoskocsi is megsérült, míg az 1945. május 2–3-i légicsapások során négy légibomba is eltalálta a villamospályát a Mürwik melletti végállomáson. A bombázásokban hét ember meghalt. 1945. április 16-án minden villamos- és trolibuszjáratot közlekedését ideiglenesen felfüggesztették, és csak 1946 elején indították újra.

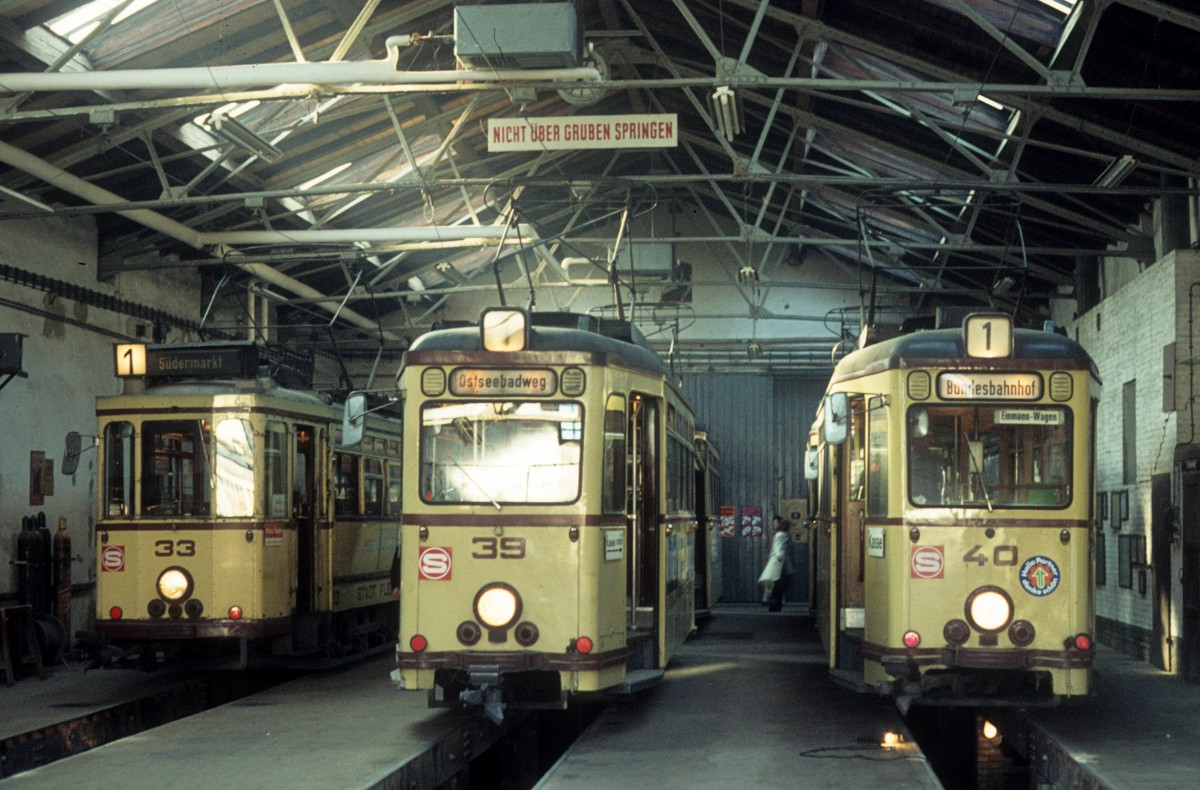
A villamoskocsiszín az Apenrader Straßén (1972)

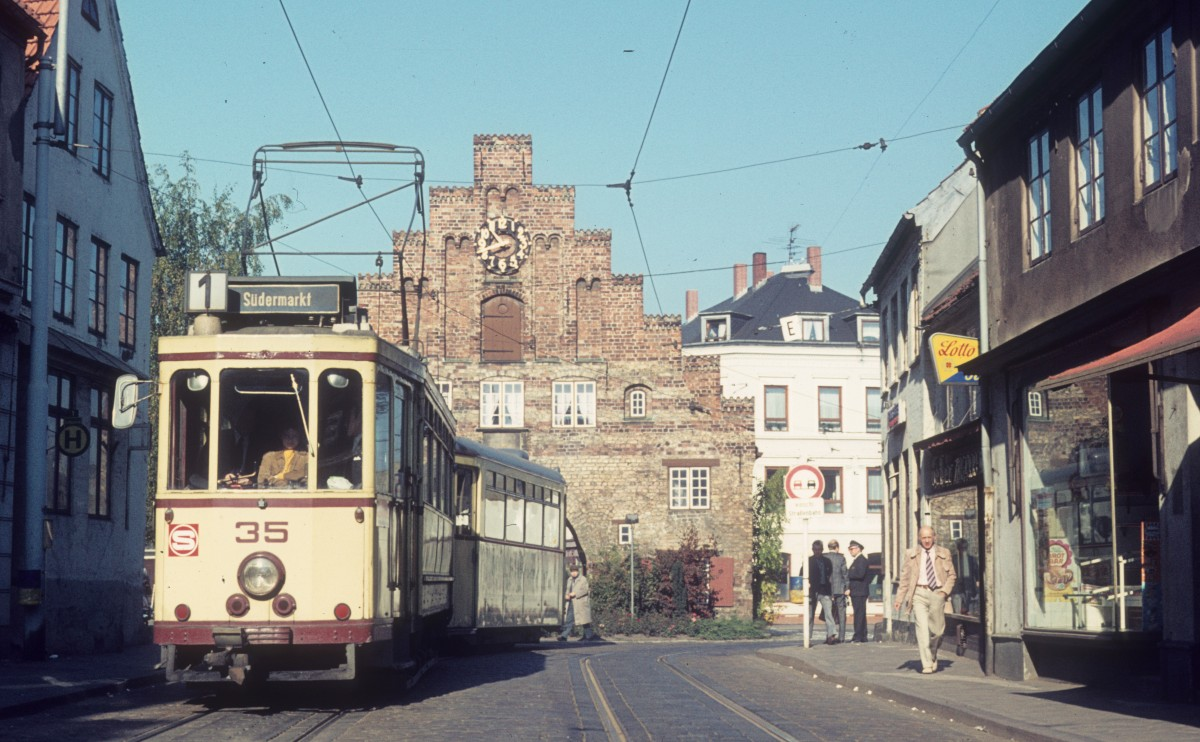
A flensburgi villamos 1-es vonala a Nordertor előtt, a Südermarkt irányába

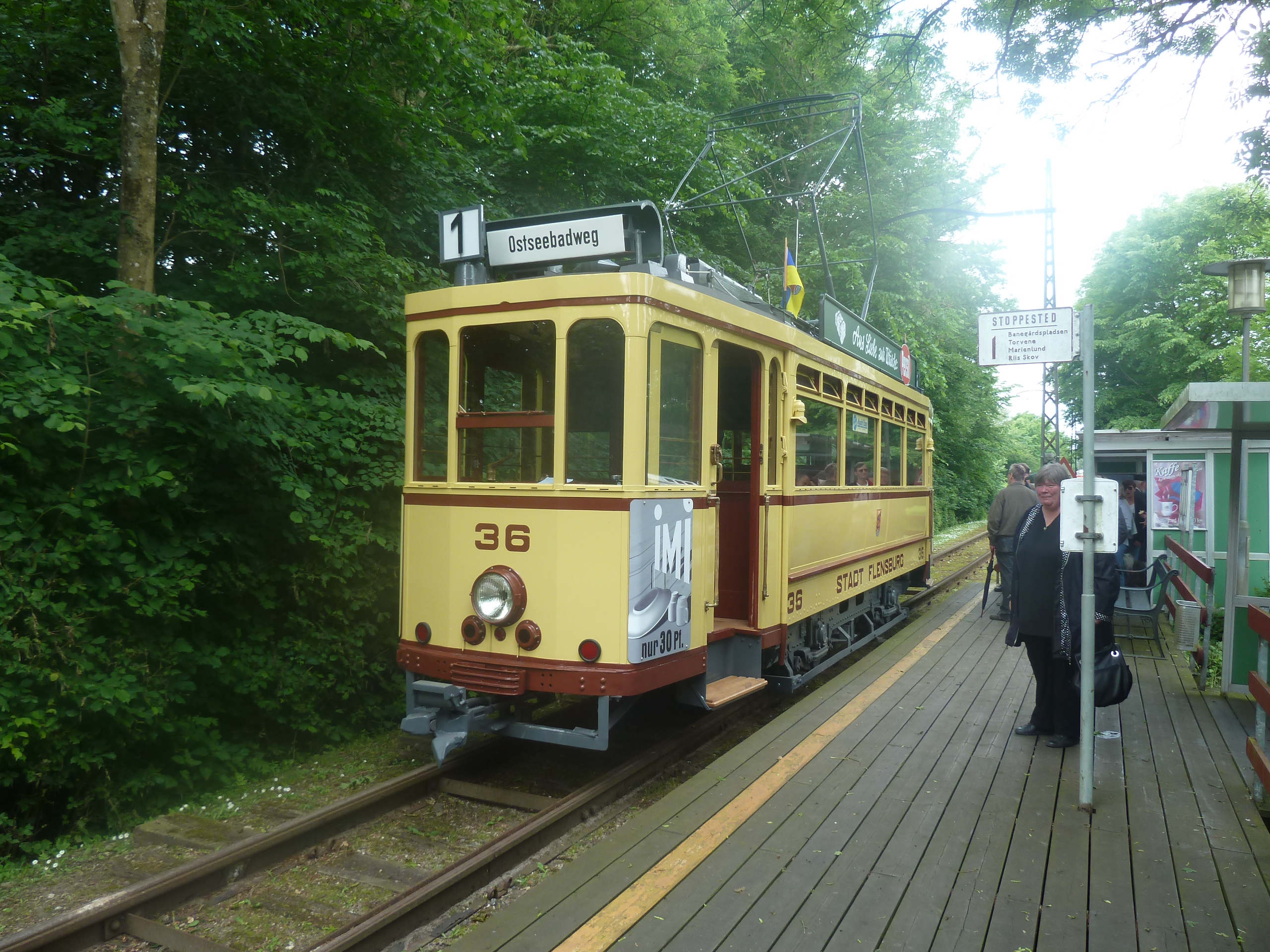
A flensburgi villamos 36-os pályaszámú kocsija a Skjoldenæsholm Múzeumban (2012)

Az 1950-es évek elején a járműparkot hét a Niedersächsische Waggonfabrik Elze, Waggonfabrik Gebrüder Credé és a Maschinenbau Kiel által gyártott Verbandstyp II típusú szabványvillamossal és nyolc a Maschinenbau Kiel] által gyártott szabványpótkocsival újították fel. Miután ezeket üzembe helyezték, a társaság megszabadult a régi járműveitől. Az a döntés, miszerint a város keleti részében felhúzott új lakónegyedeket nem kötik össze a villamossal, és nem korszerűsítik a 3-as vonalat a Mürwiker Straße mentén, elkerülhetetlenül a villamoshálózat megszűnéséhez vezetett. A 3-as vonalat 1957-ben megszüntették, forgalmát a 2-es vonal trolibuszaihoz hasonlóan dízelüzemű buszok váltották fel. Ezzel szemben az Ostseebadtól a vasútállomásig közlekedő 4,2 kilométer hosszú 1-es vonal a város helyi közlekedési rendszerének gerince maradt, és nagyrészt 7–8 percenként közlekedtek rajta a járatok és naponta átlagosan 12 000 utasa volt. 1973 júniusában ennek ellenére azonban ezt is dízelbuszokkal váltották ki, és a síneket gyorsan fel is szedték, amikor a Stadtwerke Flensburg bővítette a távfűtési hálózatát. Azóta a villamos egykori útvonalán nagyrészt sétálóutcát alakítottak ki. A hálózat járművei elavult konstrukcióval rendelkeztek; a merevvázas kialakításuk révén a sínek és a kerekek kopása igen magas volt. Nem csak a járműpark, hanem a sínek és a felsővezetékek is kifogásolható állapotban voltak. A cseréjük érdekében nem történt több beruházás és még az üzemeltető vállalat létszámát is csökkentették. A pálya karbantartása az előrejelzések szerint 150 000 német márkába került volna évente, illetve a munkaerő leépítésével mintegy 500 000 márkát spórolhattak meg.
A flensburgi villamosvonal emléke sokáig élt a város lakosságának emlékezetében. Egy a Nordertorról szóló mondóka meg is említi, hogy a villamos körbejárta az épületet. A Bismarckstraßén továbbra is áll egy vasúti tartóoszlop. Az 1990-es években a Hansens Brauerei a városi egyik villamoskocsijában biztosított ülőhelyet a vendégei számára. A villamos a város több pontján kapott emlékművet, így a Carlisle-Parkban, a flensburgi vasútállomás közelében, valamint az Apenrader Straßén, ahol az azóta buszdepóként működő villamoskocsiszín áll. A Mürwik negyedben, a forgalmas Mürwiker Straßén az egyik épület falán egy villamost ábrázoló falfestmény is látható. 1973-ban Dieter Nickel, a városi archívum önkéntese „Auf Schienen durch Flensburg: Alltag und Ende der Straßenbahn (1907−1973)” címen egy 28 perces dokumentumfilmet is készített a flensburgi villamosvonal-hálózatról.

A flensburgi villamoshálózat emlékét őrző tárgyak a városban
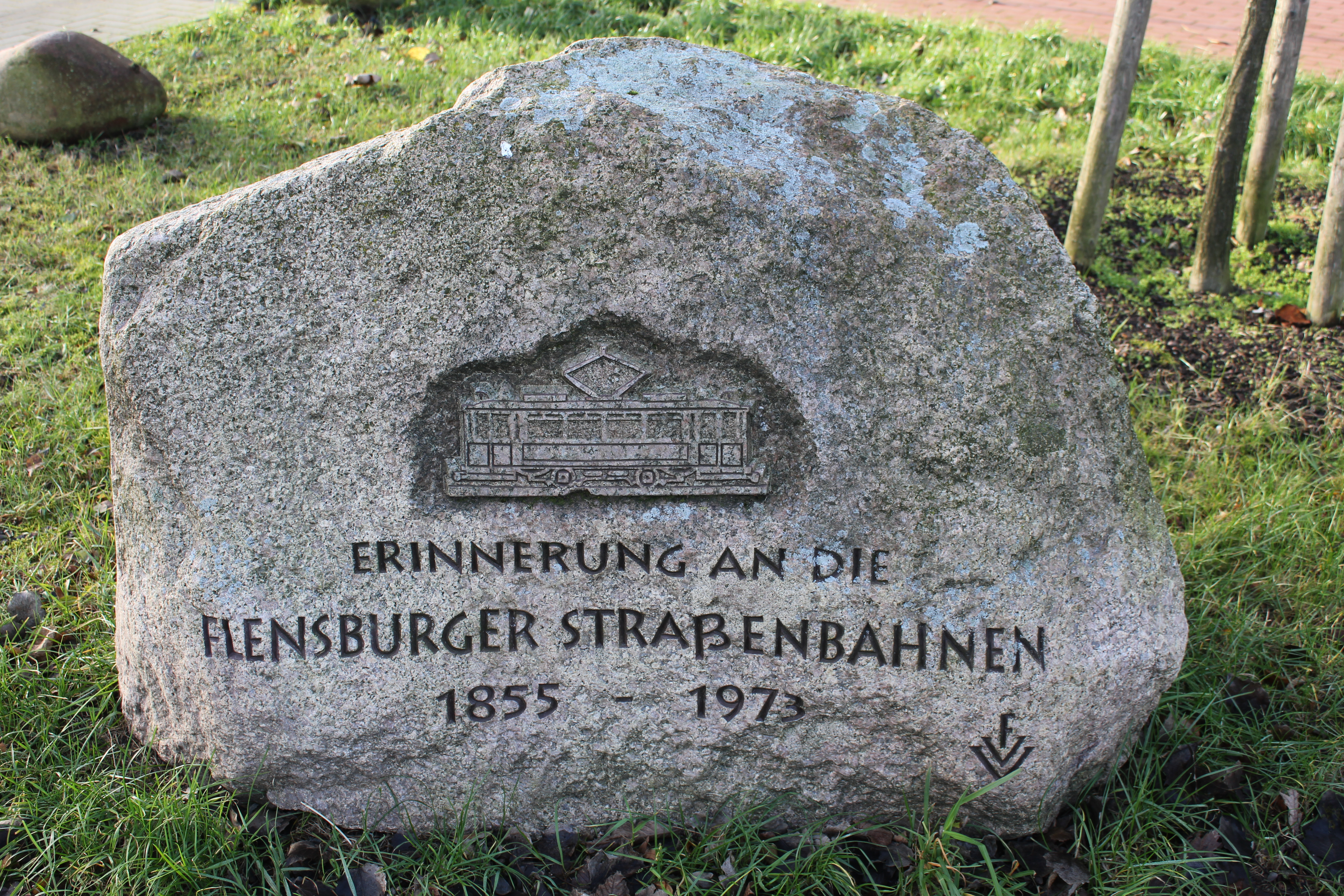
A flensburgi villamoshálózat emléktáblája az Apenrader Straße mellett
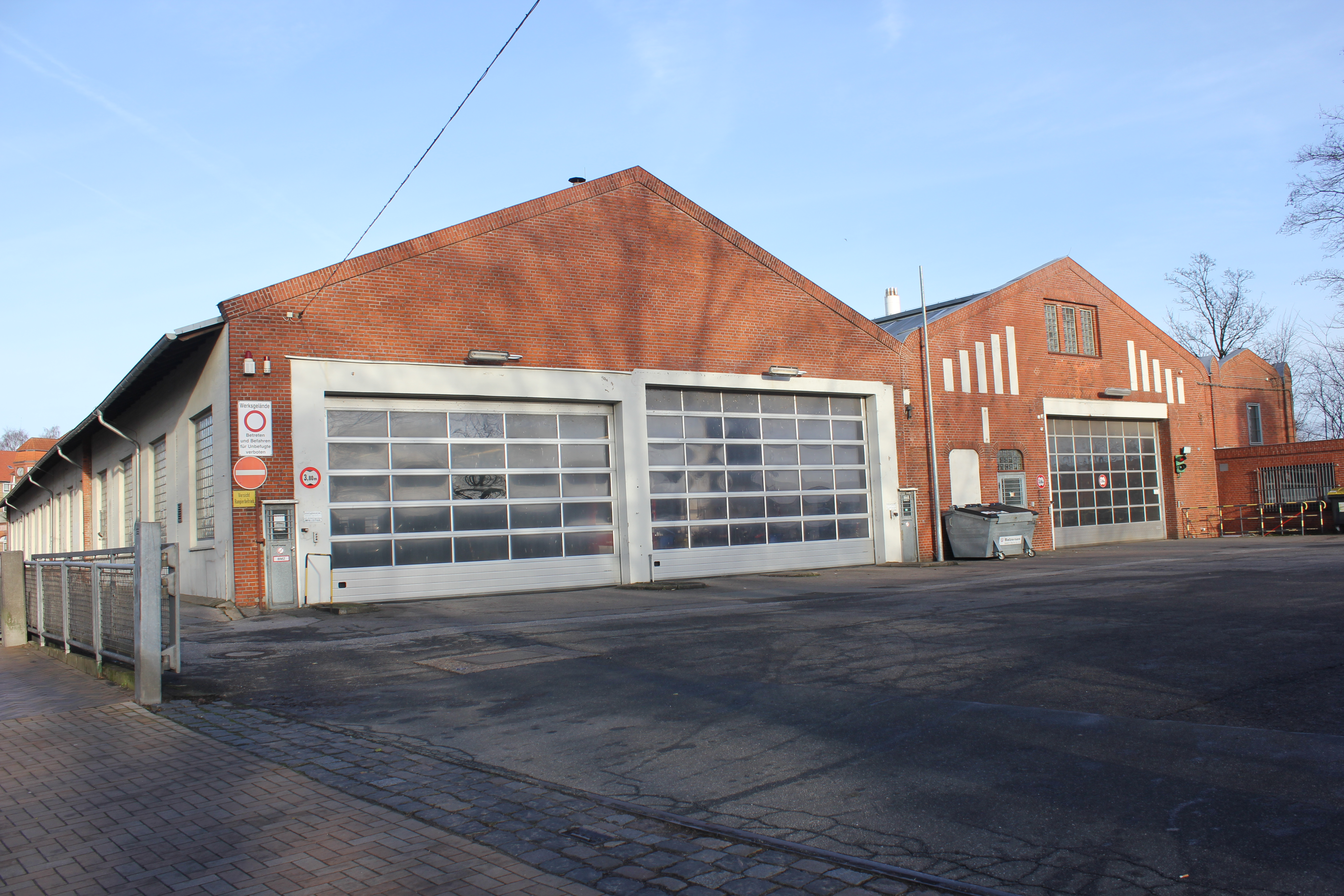
Az Aktivbus Flensburg buszdepója eredetileg villamoskocsiszínként szolgált
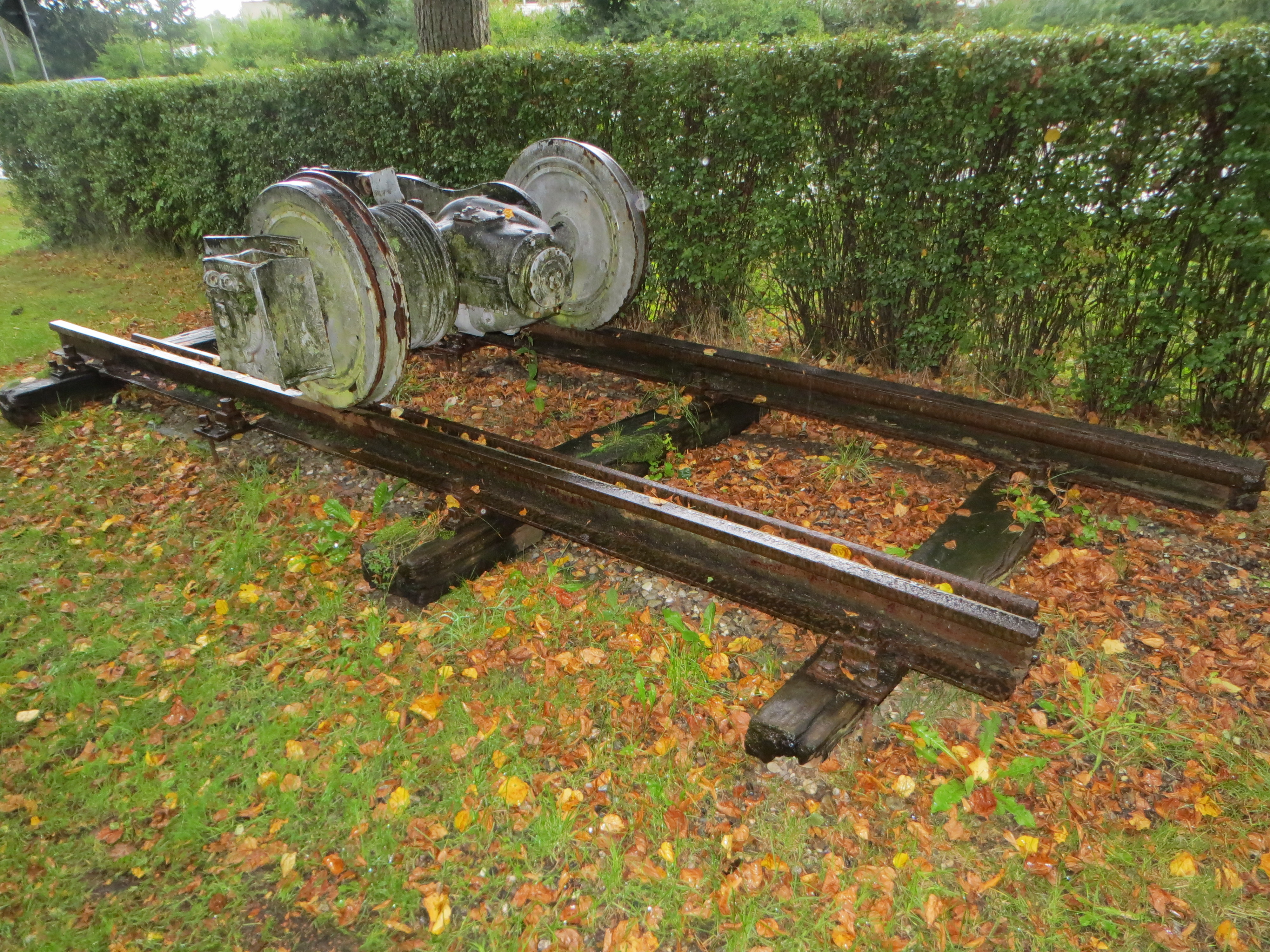
Emlékmű a Carlisle-Parkban
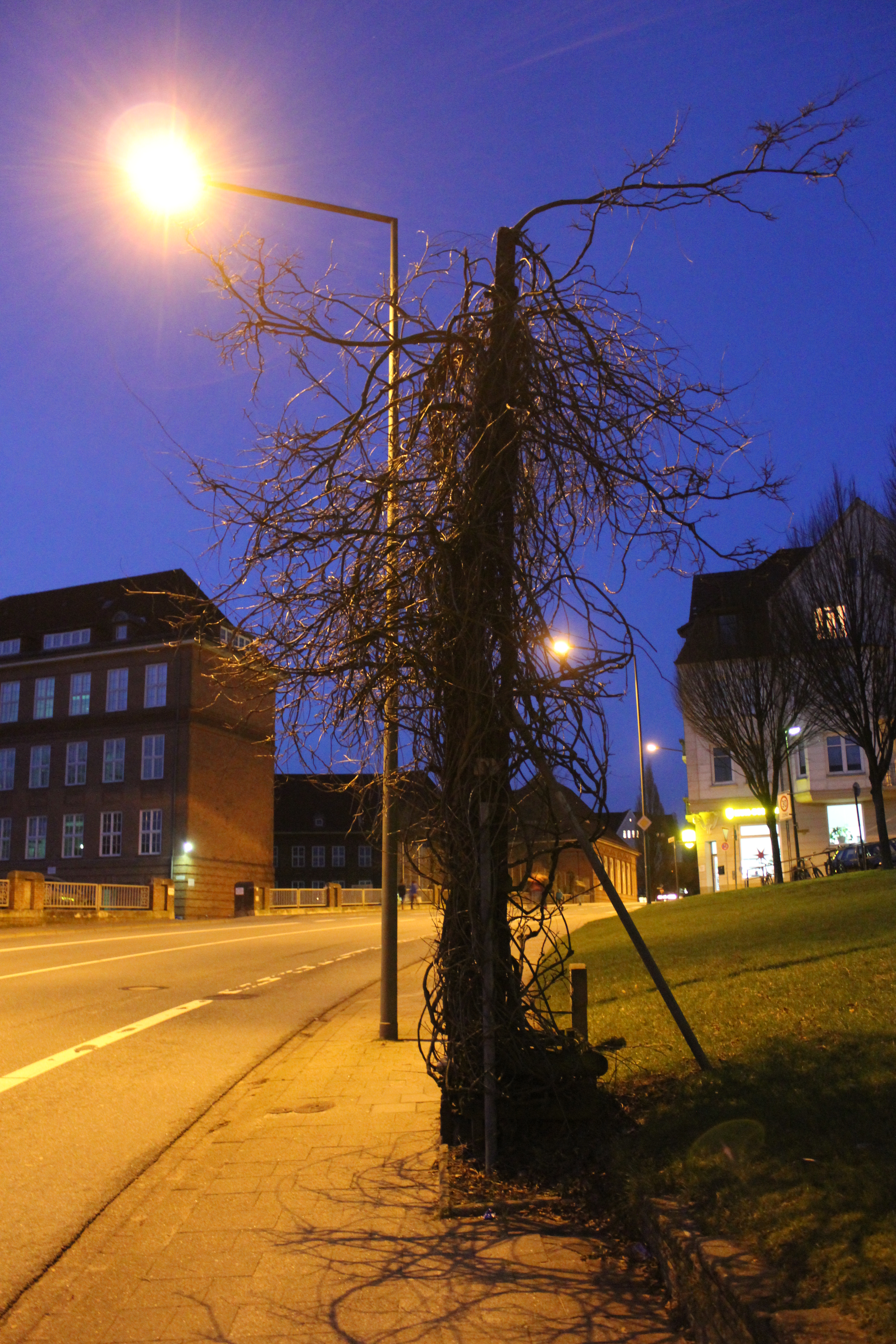
A hálózat utolsó megmaradt tartóoszlopa a Bismarckstraßén
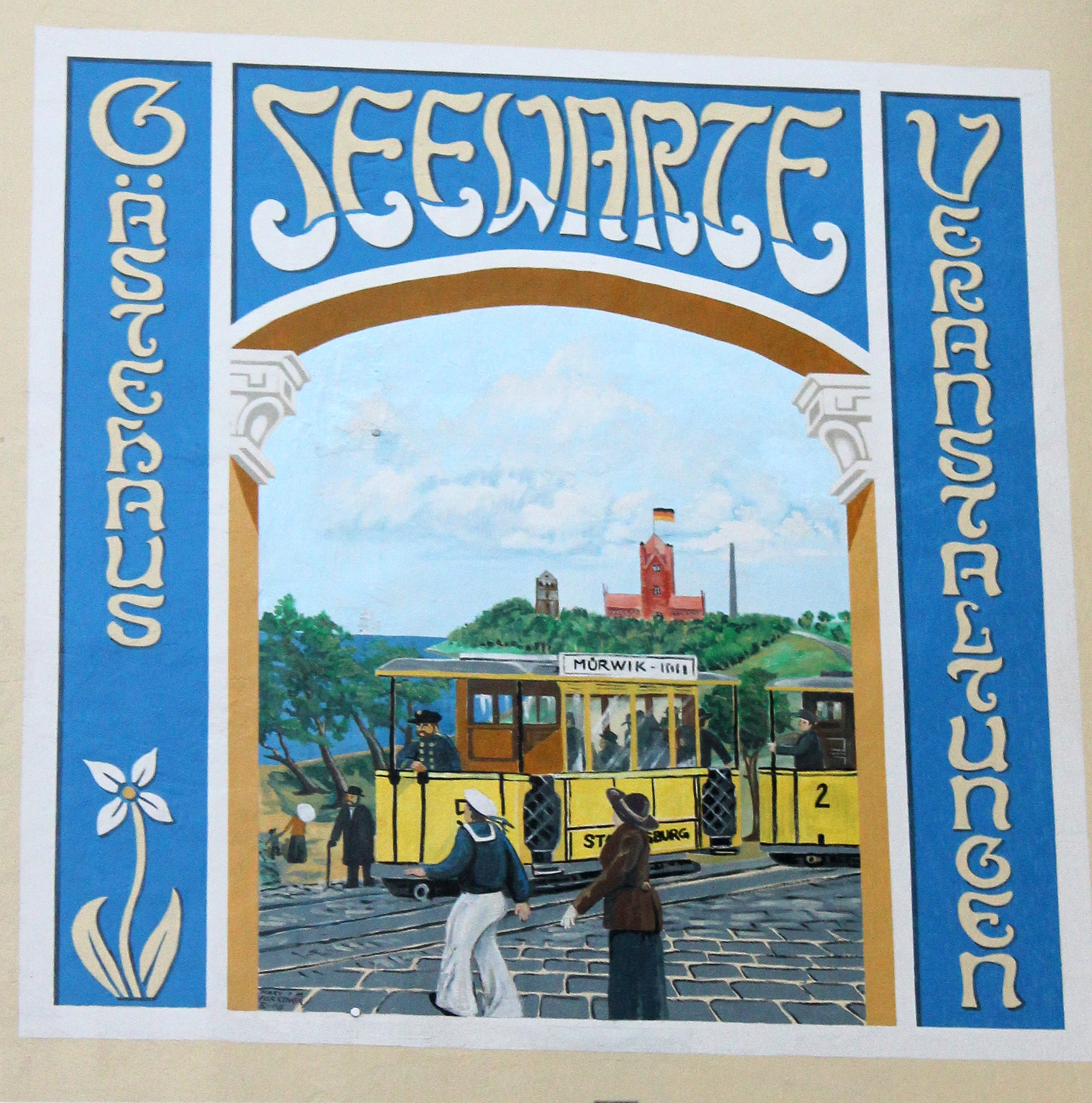
Falfestmény a Mürwik negyedben

## Vonalak
- 1-es vonal: 1907: Apenrader Straße–Hafermarkt, 1912: Glashütte–Hafermarkt, 1927–1973: Ostseebadweg–vasútállomás
- 2-es vonal: 1911: Marienhölzungsweg–vasútállomás, 1943-ban trolibusszá alakították át
- 3-as vonal: 1912: Üveggyár–Mürwik, 1927–1957: Ostseebadweg–Mürwik, a Südermarkt–Mürwik közötti pályaszakasz elbontása
- 4-es vonal: 1925: Apenrader Straße–Glücksburg, 1926–1934: Südermarkt–Glücksburg

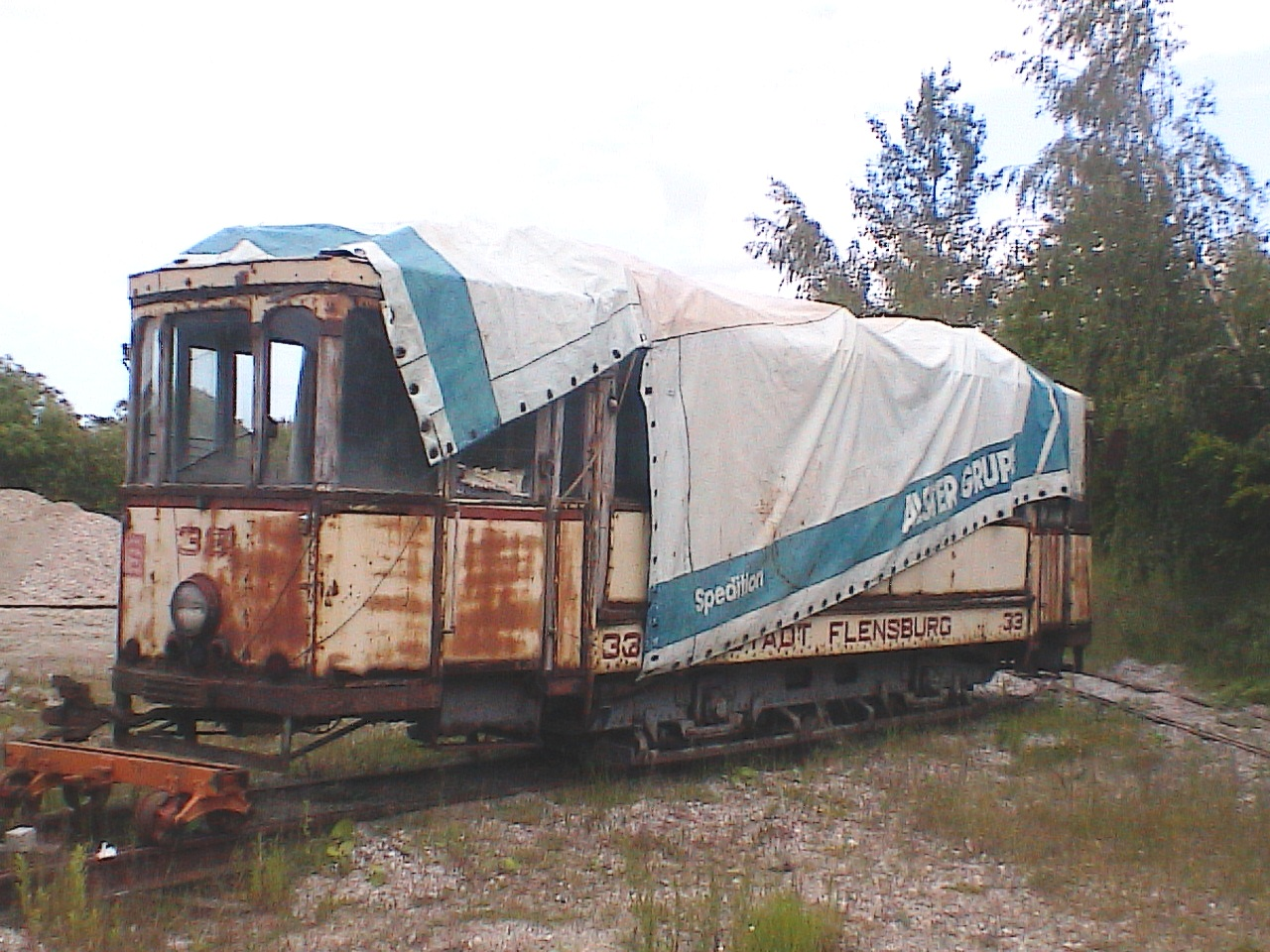
Az „SFV 33”-as pályaszámú kocsi; alkatrészbánya a Skjoldenæsholm Múzeum számára

## Járműpark
| Típus          | Darabszám  | Pályaszámok            | Gyártó                                                                     | Gyártási év | Megjegyzés |
| Villamosok     | Villamosok | Villamosok             | Villamosok                                                                 | Villamosok | Villamosok |
| -------------- | ---------- | ---------------------- | -------------------------------------------------------------------------- | --- | --- |
| ismeretlen     | 12 db      | 1–11                   | W.C.F. Busch AEG (elektromos berendezések)                                 | 1907 | 1925 és 1930 között a 3-as, az 5-ös, a 8–10-es pályaszámú villamosokat leszámítva mindet pótkocsivá alakították át.                                     |
| ismeretlen     | 12 db      | 12–23                  | 1912                                                                       | 1952 és 1953 között a 13-as, a 15-ös, a 18-as és a 19-es pályaszámú villamosokat leszámítva mindet pótkocsivá alakították át. | |
| ismeretlen     | 3 db       | 24–26                  | Hannoversche Waggonfabrik Siemens-Schuckertwerke (elektromos berendezések) | 1925 | A 4-es vonalra beszerzett járművek. A 24-es pályaszámú villamost 1954-ben, a 25-öst pedig baleset után 1957-ben selejtezték.                            |
| ismeretlen     | 6 db       | 27–32                  | Hannoversche Waggonfabrik Siemens-Schuckertwerke (elektromos berendezések) | 1926 | 1972-re a típusból kettő példány üzemelt karbantartójárműként, a többit selejtezték.                                                                    |
| ismeretlen     | 4 db       | 33–36                  | Hannoversche Waggonfabrik Siemens-Schuckertwerke (elektromos berendezések) | 1926 | A 33-as és a 36-os villamost a Skjoldenæsholm Villamosmúzeumon megőrizték. A 36-ost teljesen restaurálták, a 33-as ehhez szolgált alkatrészdonorként.   |
| Verbandstyp II | 3 db       | 37–39                  | Niedersächsische Waggonfabrik Elze AEG (elektromos berendezések)           | 1951 | |
| Verbandstyp II | 2 db       | 40–41                  | Waggonfabrik Gebrüder Credé AEG (elektromos berendezések)                  | 1952 | A 40-es villamost a Skjoldenæsholm Villamosmúzeumon megőrizték.                                                                                         |
| Verbandstyp II | 2 db       | 42–43                  | Maschinenbau Kiel AEG (elektromos berendezések)                            | 1954 | |
| Pótkocsik      |            |                        |                                                                            | | |
| ismeretlen     | 6 db       | 51–56                  | ismeretlen                                                                 | 1881 | Korábbi lóvontatású kocsikból lettek átalakítva. |
| ismeretlen     | 4 db       | 57–60                  | W.C.F. Busch                                                               | 1907 | 1954-ben mindet selejtezték. |
| ismeretlen     | 4 db       | 53–56                  | ismeretlen                                                                 | 1912 | Mindet selejtezték |
| ismeretlen     | 4 db       | 44–47                  | Hannoversche Waggonfabrik                                                  | 1925 | A 4-es vonalra beszerzett kocsik. A 44-es és a 46-os kocsikat 1935-ben eladták az Iserlohner Kreisbahnnak, míg a 47-est a Strandbahn Warnemündének.     |
| ismeretlen     | 2 db       | 48–49                  | Hannoversche Waggonfabrik                                                  | 1926 | Mindet selejtezték. |
| ismeretlen     | 6 db       | 61, 62, 64, 66, 67, 71 | W.C.F. Busch                                                               | (1907) 1925–1930 | Ezeket a pótkocsikat 1925 és 1930 között alakították át az 1-es, 2-es, 4-es, 6-os, 7-es és 11-es villamosokból. 1953 és 1954 között mindet selejtezték. |
| ismeretlen     | 7 db       | 52–55, 58, 59, 63      | W.C.F. Busch                                                               | (1912) 1952–1954 | Ezeket a pótkocsikat 1952 és 1954 között alakították át a 12-es, 14-es, 20-as, 17-es, 21-es és 23-as villamosokból. Mindet selejtezték.                 |
| Verbandstyp II | 8 db       | 101–108                | Maschinenbau Kiel                                                          | 1954 | Mindet selejtezték. |
| Forrás:        |            |                        |                                                                            | | |

## Fordítás
- Ez a szócikk részben vagy egészben  a   Straßenbahn Flensburg című német Wikipédia-szócikk ezen változatának fordításán alapul.  Az eredeti cikk szerkesztőit annak laptörténete sorolja fel. Ez a jelzés csupán a megfogalmazás eredetét és a szerzői jogokat jelzi, nem szolgál a cikkben szereplő információk forrásmegjelöléseként.